# Christian Renonciat
Christian Renonciat (París, Francia, 22 de octubre de 1947) es un escultor francés.

## Biografía
Nacido en París en 1947, Christian Renonciat continuó sus estudios en la Sorbona, donde se licenció en filosofía.  En 1969, ingresó en un estudio de arte en Antibes, donde practicó durante seis años los oficios de la madera;  En 1975, abrió su propio estudio en Valbonne, donde nacieron las primeras esculturas.
De vuelta en París, presenta su primera exposición en 1978 en la galería Alain Blondel.  A lo largo de los años, su interés en el tema de las cosas como un tema, esculpido en la madera a través de varias representaciones, desde las obras más [hiper] realistas hasta casi abstractas, se vuelve más claro.
Desde 1984, ha seguido un segundo camino paralelo, la creación monumental, con la cual se une a lo imaginario y lo técnico en materiales muy diversos (hierro fundido, bronce, aluminio, jardines, etc.) con frecuencia con el tono de una arqueología imaginaria.  Instalaciones en Saumur, Tokio, Sapporo, Atlanta, San Francisco, Monte Carlo, Aytré, La Rochelle, París, Issy-les-Moulineaux, Reims, Londres, Seúl, etc. Hoy en día, encuentra el material de las cosas en grandes composiciones de pared, como tapices de tela, plástico, lana, papel o cartón.  Exposiciones regulares en Francia, Suiza, Bélgica, Estados Unidos, Japón, China, etc.

## Exposiciones personales
- 1976 : Antibes, puis Hôtel de Ville de Mougins ; MJC Gorbella, Nice.
- 1978 : Sur le fil, Galerie du Luxembourg, Paris.
- 1979 : Galerie C. Gismondi, Antibes.
- 1980 : Emballages, Galerie Alain Blondel, Paris ; Galerie Alain Blondel, FIAC, Grand Palais, Paris.
- 1981/82	: International Art Fair, Chicago, USA.
- 1982 : Cartons-Trace, Galerie Alain Blondel, Paris.
- 1983 : Centre culturel, Vesoul.
- 1984 : Éloge du cheval, Galerie Blondel, FIAC ; Grand Palais, Paris ; Kunstkeller, Berne, Suisse.
- 1986 : Rétrospective, Maison de la Culture de La Rochelle ; Pli selon pli, Galerie Alain Blondel.
- 1987 : Expositions à Munich, Genève, Tokyo, Hong Kong, avec Hermès.
- 1988 : VIA, Designers saturday, Paris
- 1989 : Troublement, FIAC, Grand Palais, puis Galerie Blondel II.
- 1990 : Hommage à Léonard ; février, SAD, Grand Palais ; juin : Museum de la Rochelle ; nov. Dinard.
- 1991 : La matière des choses, rétrospective, Musée des beaux-arts de Reims ; Hommage à Léonard, CNAT de Reims.
- 1992 : Troublement de Mars, Salon de Mars, Paris.
- 1994 : Expositions Fondation Bouvet-Ladubay, Saumur. Galerie Duetto, Helsinki, Finlande.
- 1995 : Exposition Mairie du VIIIe  à Paris, avec Rougemont.
- 1996 : « Vernis sages », galerie Alain Blondel, Paris
- 1997 : « La voie du bois », rétrospective à Séoul ; Macao ; Hong Kong ; Tokyo.
- 1998 : « La voie du bois », à la FIAD de Beyrouth ; « Juxtapositions », musée d'Art moderne de Dubrovnik, Croatie ; Exposition rétrospective à l'Hôtel de Ville d'Issy-les-Moulineaux
- 1999 : Exposition rétrospective  à Genève, « Bâtiment des Forces Motrices » ; Exposition à la FIAD de Beyrouth
- 1999/2000 : Exposition à Houston, Hooks-Epstein Galeries, avec le peintre Edelman ; Exposition à Beyrouth du projet “PHENIX, cheval de proue”, projet de monument pour la rade du Saint-Georges
- 2000 : Exposition  Epstein Gallery, Houston USA, avec Edelman.
- 2001 : « Le toucher des choses », Galerie Alain Blondel, Paris, exposition avec Edelman ; Toucher du bois, Maison des Arts d'Antony ; Galerie Piretti, Art Classic, Courtrai, Belgique
- 2002/03	* Hooks-Epstein Galerie, Houston, Texas, USA ; Exposition à la Galerie Piretti, Knokke-le-Zoute, Belgique ; Exposition à Lineart, Gand, Belgique.
- 2005 : « Fleur de peau », galerie Alain Blondel, Paris
- 2006 : « Fleur de peau » , galerie Hong merchant of Shanghaï, Chine ; Château de Nogent-le-Rotrou ; Rétrospective à Epernay, foyer du théâtre Gabrielle Dorziat
- 2007 : The way of wood », exposition à la galerie Gremillion & fine arts, Houston, Texas ; « Fleur de peau », galerie Island6 à Shanghaï ; commissaire Claude Hudelot
- 2008 : « Pièces écrites », galerie Alain Blondel, Paris ; Exposition à Shina galerie, Kyoto ; Galerie EXARTE à Genève ; Exposition Galerie Piretti, Knokke-le-Zoute, Belgique
- 2009 : « Creased», galerie Gremillion & fine arts, Houston.
- 2011 : « Froissés composés », galerie Mazel, Bruxelles ; « Composed Creases », galerie Gremillion & fine arts, Houston, Texas
- 2012 : Art Élysées Galerie Alain Blondel, Paris, France
- 2013 : « Au fil du bois », Centre d'Art Contemporain Matmut,, Saint-Pierre-de-Varengeville
- 2013 : « Froissés composés » Galerie Duchoze, Rouen, France
- 2013 : « Au fil du bois », Invité d'honneur Art Élysées, Paris, France
- 2014 : « PLIS » - Exposition collective Galerie Sabine Puget, Fox-Amphoux (83), France
- 2014 : « Renonciat - the way of wood » Gremillion & Co fine arts, Houston, Texas, États-Unis
- 2014 : « Les diagonales du carton, 12 variations » Piretti Art Gallery, Knokke, Belgique
- 2014 : Art Élysées Galerie Waltman Ortega Fine Art, Paris, France
- 2015 : Art Paris 2015, Galerie Waltman Ortega, Paris, France
- 2016 : « Vernis(sages) - Œuvres en noir », Galerie Waltman, Paris, France

## Órdenes e instalaciones monumentales
- 1983 : Un trimestre de recherches à la Manufacture de Sèvres (Ministère de la culture).
- 1984 : Éloge du cheval, monument 1 % pour L’École d'Équitation de Saumur : bronze, 2,50 x 2,20 m.
- 1985 : Toute la mémoire du monde, statue pour Larousse ; Paris-lion-Belfort en lignes droites, hommage à Bartholdi, Biennale de sculpture, Belfort ; 3x6x1 m.
- 1986 : Grand mur déchiré  (peuplier 3 x 8 m), et "Violoncelle", Ark Mori building, Suntory C°, Tokyo (ARPE) ; "Mais où est donc Icare ?"  ailes articulées ; inox et cuir, 3,20 m, pour le High Museum d'Atlanta.
- 1986 à 1989 : Trophées de la Chanson française, pour l'ORTF et la CRPLF.
- 1987 : Eu égard à la matière des choses, huit sculptures tilleul, et Pégase  (bois, inox, cuir, 3x4x3m), Munich ; "Galops", bas-relief de bois découpé pour Hermès, 36 m2, San Francisco
- 1988 : Pégase, renaissant  (bronze), Sapporo, Japon (avec ARPE), 3x2m ; Avion-rédaction, 1 % école rue de Tourtille, Paris XXe. tôle d'inox pliée, laquée ; 2 x 2 m.
- 1988/89 : Le Cheval d'Aytré, place publique, Aytré, près de La Rochelle ; fonte d'acier 25 000 kg, fontaine, 300 m2.
- 1989 : trophée pour Hermès-Cup, à Hong Kong, bronze ; "Au fil du trait", Daï Ichi Shinbashi building, Tokyo, aluminium. 6x12x6m.
- 1990 : création du Jardin de la source et du Jardin de la cascade, pour le siège d'Hermès à Pantin ; "Oasis", sculpture monumentale pour le Sporting d'été de Monte-Carlo, SBM. tilleul, 12x4x2m
- 1991 : réhabilitation du quartier Karine d'Aytré : création d'un parc en hommage à Pierre Loti autour d'une fontaine-fresque ; "Pas de deux", deux sculptures pour Château Beychevelle, peuplier et bronze ; Création d'un centre de table pour la CSCE de Paris, sycomore et polystyrène laqué, 17 x 5 m ; Troublement-Lu, une sculpture pour un biscuit, peuplier ; Reims, La Pierre d'heures, cadran solaire, fonte d'acier, 6x6x5m, 15 000 kg.
- 1992 : Carton-Cadre, une sculpture pour le siège de DROPSY, à Reims ; Vinci et Copernic, installation au siège de la BERD, à Londres, sculptures et dessins.
- 1993 : Amour, Bémour, Glamour, trois chevaux pour Hermès.
- 1994 : La Marseillaise, Hôtel de ville d’Issy-les-Moulineaux. Grand panneau sculpté (peuplier, 6x8 m), et trois colonnes fonte d’acier, "Les trois gardiens", pour le hall d’accueil. Architecte J.L. Berthet
- 1995 : Aurore, un mannequin d’artiste pour Hermès ; “Galop, cheval-boîtes”, sculpture pour Hermès Watch-cup, Hong Kong (1200 boîtes orange, 4 m ; “Bolide”, sculpture puzzle géant (multiplis de peuplier, 250x250x80), pour Hermès-Japon ; "Colonnade", alignement de piliers Troublement à la Direction de France 2, ; architecte J.L. Berthet
- 1996 : À Gustave…, panneau-fresque sculpté, pour la Poste de la Tour Eiffel, à Paris (tilleul, 2x6 m) ; Nappé, sculpture pour L’Abri, Kyobo building de Séoul, avec J.L. Berthet.
- 1997/98 : Archeval, à La Ronde (Vivy) près de Saumur, cheval tubes d'acier soudés, 12 mètres de haut, 15 mètres de long et 3 mètres de large. Réalisée avec un assemblage de tubes métalliques, la statue est un symbole de Saumur, capitale de l’équitation. Le sculpteur en évoque la modernité:[1].
- 1998 : Cèdre, podium et mur sculpté pour la Conférence des Pays Islamiques à Tripoli, Liban (chêne,3x12 m)
- 1999 : inauguration d’Archeval à Saumur
- 2001/2002 : La Vague à La Rochelle, béton de pierre moulé, 10x3x3 m
- 2009 : grande « Tapisserie-Couverture » (bois d’ayous, 3x4m), siège du Crédit foncier de France, à Paris
- 2016 : “ Merle moqueur", eco-quartier du Fort d'Issy, Issy-les-Moulineaux

## Publicaciones
- 1980 : Le bois et la main, court métrage Gaumont, par Jérôme Laperrouzas.
- 1986 : L’Art et la matière, film vidéo de 26 min., par Claude Hudelot, La Rochelle.
- 1986 : Jean-Luc Chalumeau, Il y a cent ans Van Gogh arrivait à Paris - Frédéric Brandon, Gérard Le Cloarec, Michel Four, Gérard Guyomard, Christian Renonciat, Jack Vanarsky..., Éditions du Trianon/Parc de Bagatelle, 1986.
- 1989 : Le Cheval d'Aytré, film vidéo de 52 min., par Yves-Antoine Judde.
- 1991 : Renonciat, monographie chez Ramsay, collection Visions ; La Pierre d’Heures, film vidéo, Ville de Reims.
- 1997 : La voie du bois, un livre pour l’exposition itinérante The Way of Wood en Asie, préface de Michel Tournier.
- 2002 : Archeval, film de 26 min par Gilles Lallement.
- 2003 : La grande Vague, film par Yves-Antoine Judde.
- 2006 : Le parti-pris de la matière des choses, catalogue de l’exposition « Fleur de peau » de Hong-Kong.
- 2011 : Pièces écrites", Les Arches d'Issy.
- 2013 : Christian Renonciat - La voie du bois, catalogue exposition au centre d'art de St-Pierre-de-Varengeville, éditions Carpentier.

## Juicio
(...)Qui croirait qu’après tant de siècles de sculpture et tant de virages de son Histoire, il serait encore possible, sans relents de prophétisme esthétique, de militantisme social, de spéculation visionnaire ou de toute autre attitude radicale dont l’Art Moderne est fertile, de découvrir très simplement cette tranquille invention : la transposition attentionnée, imaginative et sensible, dans le bois, de formes utilitaires de tous les jours(...) Antonio Andrade.

« Froisser, déchirer, coller, draper…
Plier, emballer, contenir, cacher et montrer…
Sentir, écouter, caresser, faire voir, rappeler, faire entendre… »
Le sujet de cet art attentif, ce n’est pas tant la matière que le corps, que celle-ci  reflète en miroir. Le corps s’y voit, s’y ressent, s’y retrouve. 
On est dans l’ordre du plaisir, où la surface des choses nous parle de notre intérieur intime, de notre moi enfantin, animal, primal. AR
Dans les statistiques des professions, les licenciés en philosophie qui se sont, par la suite, consacrés aux techniques du bois ne doivent pas être nombreux. Il est même possible que Christian Renonciat ait ouvert, à lui seul, une nouvelle codification de l’I.N.S.E.E.
Le parcours de celui qui, engagé dans une démarche intellectuelle, a, ensuite, consacré six années pour apprendre tout sur le bois donne la mesure cet investissement pour la sculpture.
C’est donc de bois qu'il s’agit ? Illusion, bien sûr ! Christian Renonciat veut nous faire croire qu'il travaille le bois, alors que nous voyons bien qu'il utilise le carton, le tissu, le cuir. À moins qu'il s’agisse du contraire ?
Ce petit short suspendu par des épingles à linge, cette couverture pliée, ce carton déchiré seraient-ils... en bois ? Trompe-l’œil, trompe le sens, Christian Renonciat se joue de nos perceptions et nous laisse en équilibre sur la vision de ce réel incertain (...)
Claude GuibertChroniques de l'Encyclopédie audiovisuelle de l'art contemporain, 5 de mai de 2005

### Traducción
"(...) ¿Quién creería que después de tantos siglos de escultura y tantas curvas de su historia, todavía sería posible, sin renunciar a la profecía estética, la militancia social, la especulación visionaria o cualquier otra actitud radical de la que El arte moderno es fértil, para descubrir de manera muy simple este invento tranquilo: la transposición pensativa e imaginativa en la madera de las formas utilitarias cotidianas (...) Antonio Andrade.

 "Arrugarse, rasgar, pegar, cubrir ... Doblar, empacar, contener, ocultar y mostrar ... Sentir, escuchar, acariciar, hacer ver, recordar, hacer escuchar ..." El tema de este arte atento no es tanto el material como el material. El cuerpo, que se refleja en el espejo.  El cuerpo ve, siente, se encuentra allí.  Estamos en el orden del placer, donde la superficie de las cosas nos habla de nuestro interior interior, nuestro ser infantil, animal, primordial.  Arkansas

 En las estadísticas de las profesiones, los licenciados en filosofía que posteriormente se han dedicado a las técnicas de la madera no deben ser numerosos.  Incluso es posible que Christian Renonciat haya abierto, por sí mismo, una nueva codificación de la INSEE. El curso de alguien que, involucrado en un proceso intelectual, ha pasado seis años aprendiendo todo sobre la madera, da la medida de esto. Inversión para la escultura.  ¿Entonces es la madera la que está involucrada?  ¡Ilusión, por supuesto!  Christian Renonciat quiere que creamos que él trabaja en madera, mientras vemos que usa cartón, tela, cuero.  A menos que sea lo contrario?  Estos pequeños pantalones cortos suspendidos por alfileres de ropa, esta manta doblada, este cartón roto, ¿serían ... de madera?  Trompe-l'oeil, confundiendo el significado, Christian Renonciat juega con nuestras percepciones y nos deja en equilibrio en la visión de este incierto real (...) »
Chroniques de l'Encyclopédie audiovisuelle de l'art contemporain, 5 de mayo de 2005